# Catocala nymphagoga

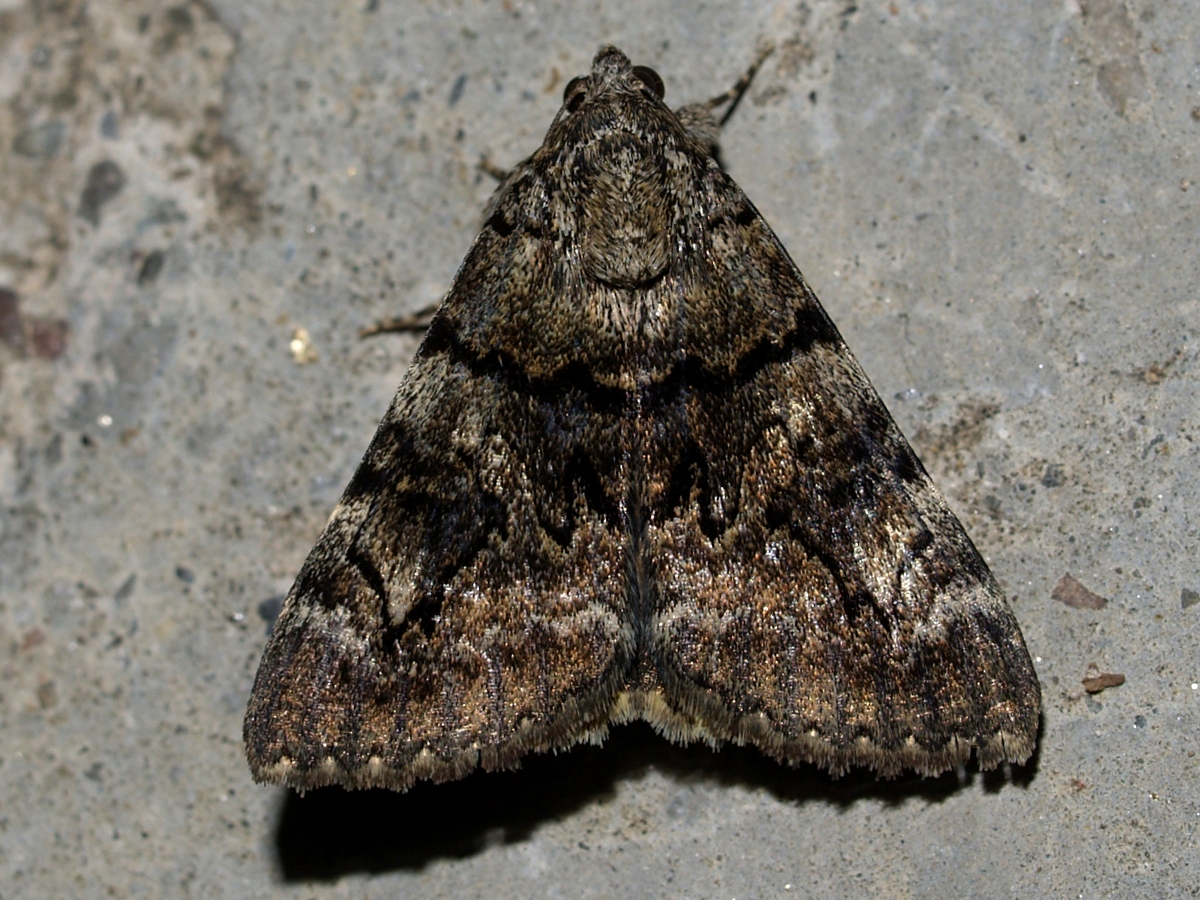
Falter in Ruhestellung

Catocala nymphagoga ist ein Schmetterling (Nachtfalter) aus der Familie der Eulenfalter (Noctuidae).

## Merkmale

### Falter
Die Flügelspannweite der Falter beträgt 28 bis 44 Millimeter. Die Vorderflügeloberseite zeigt verschiedene Brauntöne. Die äußere Querlinie ist schmal, schwarzbraun und stark gezackt, die innere breit und nahezu gerade. Makel heben sich nur undeutlich ab. Die Hinterflügeloberseite hat eine gelbe Farbe, ein breites, schwarzbraunes Außen- sowie ein gleichfarbiges, schmaleres, leicht gebogenes Mittelband. Das Mittelband ist am Ende stark abgeknickt. In der Nähe des Apex ist ein kleines gelbes Feld zu erkennen. Zuweilen treten Exemplare mit fast schwarzen Hinterflügeln oder cremig weißen Vorderflügeln auf. Thorax und Abdomen sind bräunlich.

### Ei
Das kugelförmige Ei ist hell rötlich gelb gefärbt und besitzt eine stark abgeflachte Basis. Es ist mit kräftigen, geraden Längsrippen überzogen, von denen die Hälfte die Mikropylzone erreicht.

### Raupe, Puppe
Die Raupen sind grau bis braun gefärbt. Ausgewachsen werden sie 40 bis zu 45 Millimeter lang. Kleine rotbraune Flecke sind über die gesamte Körperoberfläche verteilt. Sie zeigen außerdem rötlich gefärbte höckerartige Erhebungen auf dem achten sowie dem elften Segment. Die Hautfransen an den Seiten sind kräftig entwickelt. Die rotbraune Puppe ist bläulich weiß bereift.

### Ähnliche Arten
- Die ähnliche Art Catocala brandti unterscheidet sich von Catocala nymphagoga durch die etwas kräftiger ausgeprägte Zeichnung auf der Vorderflügeloberseite, das am Ende schwächer abgeknickte schwarzbraune innere Mittelband auf der Hinterflügeloberseite sowie die grünliche bzw. gelbliche Färbung von Thorax und Abdomen. Zur sicheren Unterscheidung ist eine genitalmorphologische Untersuchung anzuraten.
- Catocala disjuncta und Catocala diversa unterscheiden sich durch die deutlichen Makel auf der Vorderflügeloberseite.

## Verbreitung und Lebensraum
Catocala nymphagoga kommt in Süd- und Südosteuropa verbreitet vor und ist auch auf den Inseln Korsika, Sardinien, Sizilien, Malta und Kreta heimisch. Sie ist ebenfalls in Nordafrika und Kleinasien zu finden. Die Art ist in Mitteleuropa nicht bodenständig und tritt in der Schweiz und Österreich nur sehr selten als Wanderfalter auf. Einzelne Exemplare wurden auch auf den Britischen Inseln und in Belgien gefunden.
Die Art besiedelt in erster Linie Steineichen-Buschwälder, Flaumeichenwälder und andere lichte, warme und trockene Eichenwälder.

## Lebensweise
Die Falter sind hauptsächlich zwischen Juli und September anzutreffen. Sie besuchen künstliche Lichtquellen und Köder. Die Raupen leben von April bis Juni und ernähren sich von den Blättern verschiedener Eichen-Arten (Quercus). Die Art überwintert als Ei.